# Frank Darabont

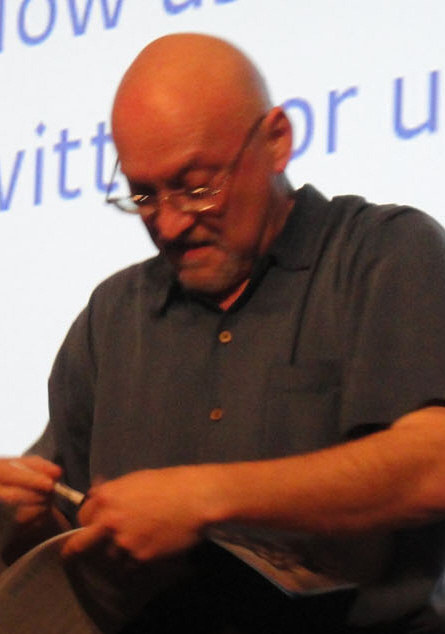
Frank Darabont, 2011

Frank Arpad Darabont, geboren als Darabont Ferenc Árpád (im Ungarischen Familienname vorangestellt), * 28. Januar 1959 in Montbéliard, Frankreich, ist ein US-amerikanischer Drehbuchautor und Filmregisseur. Bekannt wurde er insbesondere durch die Filme Die Verurteilten (1994) und The Green Mile (1999).

## Leben
Frank Darabonts Eltern waren nach dem Ungarischen Volksaufstand 1956 aus Ungarn geflüchtet. Er wurde in einem Flüchtlingslager in Frankreich geboren, und seine Familie ließ sich später in Los Angeles nieder.
Darabont begann seine Hollywood-Karriere 1981 als Produktionsassistent. Sein erstes realisiertes Drehbuch schrieb er 1983 für einen Kurzfilm, der auch sein Regiedebüt war. Zu seinen erfolgreichsten Filmen zählen Die Verurteilten sowie The Green Mile, die beide auf literarischen Vorlagen von Stephen King beruhen. In beiden Filmen schrieb Darabont das Drehbuch und übernahm die Regie. Für beide wurde Darabont jeweils für einen Oscar in der Kategorie Bestes adaptiertes Drehbuch nominiert. 2007 inszenierte er mit Der Nebel einen weiteren Film der auf einer Stephen-King-Geschichte beruht.
Als Drehbuchautor und ausführender Produzent war Darabont verantwortlich für die ab 2010 von AMC produzierte Fernsehserie The Walking Dead. Als Regisseur übernahm er die Inszenierung der ersten Folge. Nach der erfolgreichen ersten Staffel wurde Darabont im Juli 2011 von AMC überraschend gefeuert. Ende 2013 verklagten Darabont und seine Agentur den Fernsehsender auf entgangene Einnahmen. Nach einem achtjährigen Rechtsstreit einigten sich der US-Kabelsender AMC und Frank Darabont im Juli 2021 schließlich außergerichtlich über eine Vergleichsvereinbarung von 200 Millionen Dollar, um den Streit bezüglich der Serie The Walking Dead zu beenden.

## Filmografie

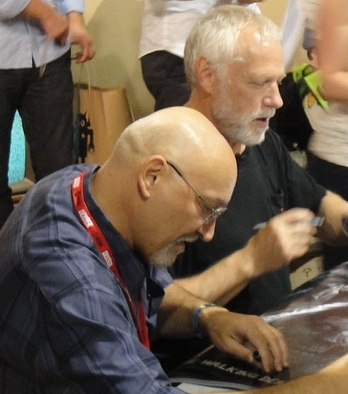
Darabont (vorn) und Drew Struzan signieren ein Limited-Edition-Poster der Serie The Walking Dead (2010)

### Als Regisseur
- 1983: The Woman in the Room (Kurzfilm)
- 1990: Buried Alive – Lebendig begraben (Buried Alive)
- 1994: Die Verurteilten (The Shawshank Redemption)
- 1999: The Green Mile
- 2001: The Majestic
- 2006: The Shield – Gesetz der Gewalt (The Shield, Fernsehserie) (Folge 6x06)
- 2007: Der Nebel (The Mist)
- 2010: The Walking Dead (Fernsehserie, Pilot)
- 2013: Mob City (Fernsehserie, 4 Folgen)
- 2025: Stranger Things (Fernsehserie, 2 Folgen)

### Als Drehbuchautor
- 1983: The Woman in the Room (Kurzfilm)
- 1987: Nightmare III – Freddy Krueger lebt (A Nightmare on Elm Street 3: Dream Warriors)
- 1988: Der Blob (The Blob)
- 1989: Die Fliege 2 (The Fly II)
- 1991: Drei Wege in den Tod (Teil 1.) (Two-Fisted Tales)
- 1992–1999: Die Abenteuer des jungen Indiana Jones (The Young Indiana Jones Chronicles)
- 1994: Mary Shelley’s Frankenstein (Mary Shelley’s Frankenstein)
- 1994: Die Verurteilten (The Shawshank Redemption)
- 1998: Black Cat Run
- 1999: The Green Mile
- 2007: Der Nebel (The Mist)
- 2010: The Walking Dead (Folge 1, 2, 3, 6)
- 2013: Mob City (Fernsehserie)

## Auszeichnungen
| Platz | Film             |
| ----- | ---------------- |
| 1     | Die Verurteilten |
| 27    | The Green Mile   |

Darabont wurde bislang dreimal für den Oscar nominiert. Weiterhin kann er auf eine Golden Globe Nominierung zurückblicken. Sein Film Die Verurteilten befindet sich seit Jahren auf Platz 1 der IMDb-Top-250-Liste.
Oscarverleihung
- 1995: Nominierung in der Kategorie Bestes adaptiertes Drehbuch für Die Verurteilten
- 2000: Nominierung in der Kategorie Bestes adaptiertes Drehbuch für The Green Mile
- 2000: Nominierung in der Kategorie Bester Film für The Green Mile

Golden Globe Award
- 1995: Nominierung in der Kategorie Bestes Filmdrehbuch für Die Verurteilten

Directors Guild of America Award
- 1995: Nominierung in der Kategorie Beste Spielfilmregie für Die Verurteilten
- 2000: Nominierung in der Kategorie Beste Spielfilmregie für The Green Mile
- 2011: Nominierung in der Kategorie Beste Dramaserienregie für The Walking Dead

Writers Guild of America Award
- 1991: Nominierung für Geschichten aus der Gruft
- 1995: Nominierung in der Kategorie Bestes adaptiertes Drehbuch für Die Verurteilten
- 2011: Nominierung in der Kategorie Beste neue Serie für The Walking Dead

## Schriften
- Walpuski’s Typewriter, Roman, Cemetery Dance Publications, 2005, ISBN 978-1-58767-059-6